# Siatka dyfrakcyjna

Fala płaska padająca na siatkę dyfrakcyjną zostaje rozłożona na fale składowe, które widoczne są na ekranie w postaci widma

Fragment widma ciągłego uzyskiwanego po przepuszczeniu przez siatkę dyfrakcyjną światła białego

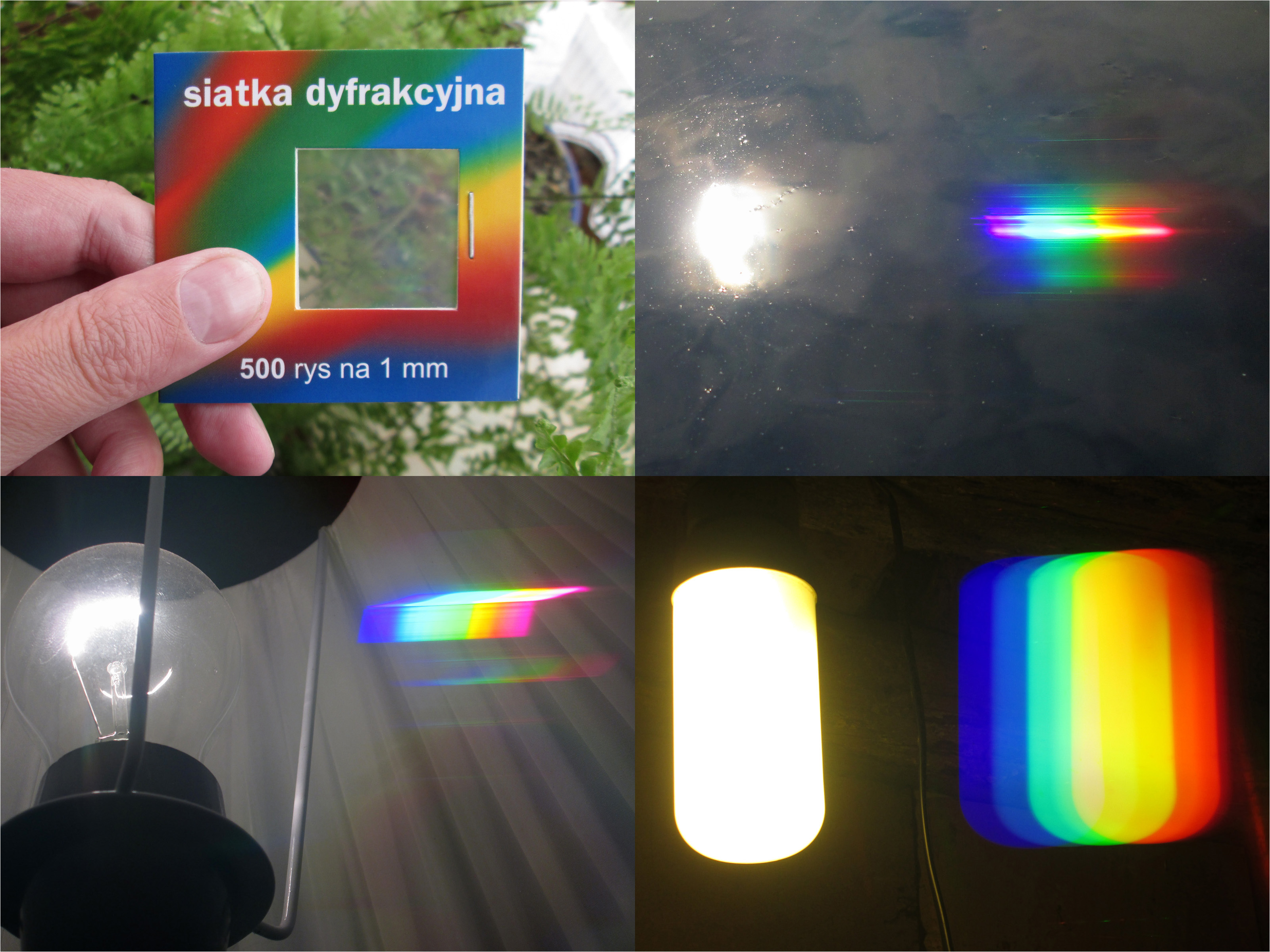
1. Siatka dyfrakcyjna – 500 linii/mm, oraz obrazy (widma) uzyskane poprzez umieszczenie jej między obiektywem aparatu, a źródłem światła: 2. odbite promienie słoneczne od powierzchni wody, 3. tradycyjna żarówka z żarnikiem wolframowym, 4. świetlówka kompaktowa

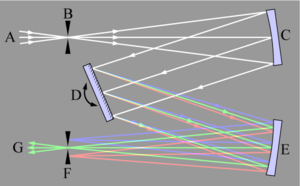
Układ optyczny monochromatora z siatką odbiciową do selekcji światła o wybranej częstotliwości

Siatka dyfrakcyjna – przyrząd do przeprowadzania analizy widmowej światła. Tworzy ją układ równych, równoległych i jednakowo rozmieszczonych szczelin.
Stała siatki dyfrakcyjnej to parametr charakteryzujący siatkę dyfrakcyjną. Wyraża on rozstaw szczelin siatki (odległość między środkami kolejnych szczelin).
Siatka transmisyjna jest to przezroczysta płytka. Na jedną ze stron płytki zostaje naniesiona seria równoległych nieprzezroczystych linii, o stałym i odpowiednio małym rozstawie – od kilkunastu linii na milimetr aż do tysiąca w przypadku dobrych siatek. Działanie siatki dyfrakcyjnej polega na wykorzystaniu zjawiska dyfrakcji i interferencji światła do uzyskania jego widma. W tym celu pomiędzy źródłem światła a ekranem umieszcza się siatkę dyfrakcyjną. Na ekranie uzyskuje się w ten sposób widmo światła.
Typowa siatka dyfrakcyjna ma 12000 szczelin na cal. Stała takiej siatki wynosi 2116 nm (d = 2,54 cm/12 000).
Układ dwóch szczelin w doświadczeniu Tomasa Younga był pierwowzorem siatki dyfrakcyjnej. Siatka jako układ wielu szczelin została wynaleziona w 1821 roku przez Fraunhofera. Była pierwszym instrumentem pozwalającym wyznaczyć długość fal świetlnych.
Prążki jasne powstają dla kątów {\displaystyle \alpha _{n}} spełniających warunek:
{\displaystyle d\sin \left(\alpha _{n}\right)=n\lambda ,}
gdzie:
{\displaystyle \lambda } – długość fali,
{\displaystyle d} – stała siatki,
{\displaystyle n} – liczba naturalna zwana rzędem widma.

## Podział siatek dyfrakcyjnych
- odbiciowe – odbijające światło (siatką taką jest np. powierzchnia płyty CD)
- transmisyjne – przepuszczające światło (tworzone przez nacinanie rys lub ich wypalanie w metalu oraz metody holograficzne i fotograficzne):
  - amplitudowe – z liniami kolejno nieprzezroczystymi (ciemnymi) i szczelinami (przezroczystymi, przepuszczalnymi).
    - prostokątne – ich profil zmiany stopnia zaczernienia prostopadle do wiązki jest skokowy (prążki są wyraźne i powstaje wiele maksimów interferencyjnych);
    - sinusoidalne – ich profil zmiany stopnia zaczernienia prostopadle do wiązki jest łagodny (prążki są mniej wyraźne i powstają jedynie trzy maksima interferencyjne: n = 0 i n = ±1)

  - fazowe – w całym swoim obszarze przezroczyste dla światła, a odpowiednikami na przemian przezroczystych i nieprzezroczystych linii siatki amplitudowej są tu linie o okresowo zmieniającym się współczynniku załamania realizowany np. przez zmienną grubość ośrodka, zmienną gęstość ośrodka;
    - prostokątne
    - sinusoidalne